# پارکویل (میزوری)
پارکویل (به انگلیسی: Parkville) یک شهر در ایالات متحده آمریکا است که در شهرستان پلت، میزوری واقع شده‌است. پارکویل ۳۹٫۹۱ کیلومتر مربع مساحت و ۵٬۵۵۴ نفر جمعیت دارد و ۲۵۲ متر بالاتر از سطح دریا واقع شده‌است.